# Ian Raby
Ian Raby,  britanski dirkač Formule 1, * 22. september 1921, Woolwich, London, Anglija, Združeno kraljestvo, † 7. november 1967, Lambeth, London, Anglija, Združeno kraljestvo.
Ian Raby je pokojni britanski dirkač Formule 1. Debitiral je v sezoni 1963, ko se je v treh nastopih kvalificiral le na domačo dirko za Veliko nagrado Velike Britanije, kjer pa je odstopil. Tudi v sezoni 1964 se je kvalificiral le na dirko za Veliko nagrado Velike Britanije, kjer je ponovno odstopil. V sezoni 1965 pa je na dirki za Veliko nagrado Velike Britanije dosegel enajsto mesto, svojo najboljšo uvrstitev v karieri. Leta 1967 je doživel hudo nesrečo na dirki Formule 2 v nizozemskem Zandvoortu, za posledicami katere je umrl v bolnišnici.

## Popolni rezultati Formule 1
(legenda) (odebeljene dirke pomenijo najboljši štartni položaj, poševne pa najhitrejši krog, †-uvrščen kljub odstopu)
| Leto | Moštvo   | Šasija      | Motor  | 1   | 2   | 3   | 4   | 5      | 6       | 7       | 8       | 9   | 10  | Prv | Toč |
| ---- | -------- | ----------- | ------ | --- | --- | --- | --- | ------ | ------- | ------- | ------- | --- | --- | --- | --- |
| 1963 | Ian Raby | Gilby       | BRM V8 | MON | BEL | NIZ | FRA | VB Ret | NEM DNQ | ITA DNQ | ZDA     | MEH | JAR | -   | 0   |
| 1964 | Ian Raby | Brabham BT3 | BRM V8 | MON | NIZ | BEL | FRA | VB Ret | NEM     | AVT     | ITA DNQ | ZDA | MEH | -   | 0   |
| 1965 | Ian Raby | Brabham BT3 | BRM V8 | JAR | MON | BEL | FRA | VB 11  | NIZ     | NEM DNQ | ITA     | ZDA | MEH | -   | 0   |